# 3-chloormethcathinon
3-chloormethcathinon (ook bekend als 3-CMC en clophedrone) is een stimulerend middel van de cathinonklasse dat wordt verkocht als designerdrug, voornamelijk in Europese landen zoals Zweden, Italië, Nederland en Polen. Qua chemische structuur is het nauw verwant aan het antidepressivum bupropion, maar lijkt meer op para-chloormethamfetamine, dat neurotoxisch is. Uit onderzoek bij muizen blijkt dat 3-CMC neurotoxisch is.
In Nederland werd dit middel in berichten in de media in 2021 genoemd als een vooralsnog legaal alternatief en de "opvolger" van het eerder eveneens als designerdrug verkochte 3-MMC, sinds dit middel in oktober van dat jaar verboden werd en dat op zijn beurt voordien gold als de plaatsvervanger voor mefedron (4-MMC).